# Teorema de Lamé
Teorema de Lamé é o resultado da análise da complexidade do algoritmo de Euclides, feita por Gabriel Lamé. Usando os números de Fibonacci, ele provou que quando se busca o máximo divisor comum de dois inteiros a e b, o algoritmo termina em no máximo 5k passos, onde k é o número de dígitos (decimais) de b.

## Enunciado
O número de passos de divisão no algoritmo de Euclides com entradas {\displaystyle u\,\!} e {\displaystyle v\,\!}
é limitado superiormente por {\displaystyle 5\,\!} vezes a quantidade de dígitos decimais em {\displaystyle min(u,v)\,\!}.

## Demonstração
Sejam {\displaystyle u>v} entradas inteiras e positivas no algoritmo de Euclides. Então:
{\displaystyle u=vq_{1}+v_{1},0<v_{1}<v}
{\displaystyle v=v_{1}q_{2}+v_{2},0<v_{2}<v_{1}}
{\displaystyle v_{1}=v_{2}q_{3}+v_{3},0<v_{3}<v_{2}}
{\displaystyle ...}
{\displaystyle v_{n-2}=v_{n-1}q_{n}+v_{n},0<v_{n}<v_{n-1}}
{\displaystyle v_{n-1}=v_{n}q_{n+1}}
E considerando a sequência de Fibonacci {\displaystyle (1,1,2,3,5,8,13,...)} dada pela lei de recorrência
{\displaystyle F_{n}=\left\{{\begin{matrix}1,&{\mbox{se }}n=0\\1,&{\mbox{se }}n=1\\F_{n-1}+F_{n-2},&{\mbox{outros casos}}\end{matrix}}\right.},
temos que {\displaystyle v_{n}\geq 1} e {\displaystyle v_{n-1}>2}, isto é, {\displaystyle v_{n}\geq F_{1}=1} e {\displaystyle v_{n-1}\geq F_{2}=2}. Então, de maneira geral, {\displaystyle v_{n-p}\geq F_{p+1}} para {\displaystyle p=0,1,2,3,...,n-1} de modo que tomando {\displaystyle v=v_{0}}, {\displaystyle v=v_{1}q_{2}+v_{2}\geq F_{n+1}}.
Considerando a proporção áurea {\displaystyle \phi ={\frac {1+{\sqrt {5}}}{2}}} observamos que
{\displaystyle \phi ^{2}=\phi +1<2+1\leq f_{2}+f_{1}=f_{3}}
{\displaystyle \phi ^{3}=\phi ^{2}+\phi <f_{3}+2\leq f_{3}+f_{2}=f_{4}}
{\displaystyle \phi ^{4}=\phi ^{3}+\phi <f_{4}+f_{3}=f_{5}}
{\displaystyle \vdots }
{\displaystyle \phi ^{j}<f_{j+1},\;\;j=2,3,4,...}
Como {\displaystyle F_{n+1}\geq v} implica {\displaystyle \phi ^{j}<F_{j+1}<v}, segue que
{\displaystyle \log _{10}{\phi ^{n}}<\log _{10}{v}}
de onde 
{\displaystyle n<{\frac {\log _{10}^{v}}{\log _{10}^{\phi }}}.}
Além disso, utilizando uma calculadora ou outro método de aproximação, conclui-se que
{\displaystyle {\frac {1}{\log _{10}{\phi }}}<5}
e, portanto, 
{\displaystyle n<{\frac {\log _{10}v}{\log _{10}{\phi }}}<5\times \log _{10}{v}}.
Seja {\displaystyle k} o número de dígitos de {\displaystyle v} e a decomposição em potências de 10, temos que
{\displaystyle v=d_{k-1}10^{k-1}+d_{k-2}10^{k-2}+...+d_{1}10+d_{0}}
de onde {\displaystyle v<10^{k}} implica {\displaystyle \log _{10}v<\log _{10}{10^{k}}=k}. Portanto, {\displaystyle n<5k\implies n+1<5k}. Fica assim demonstrado o Teorema de Lamé.